# Продкомиссар (рассказ)
«Продкомиссар» ― рассказ русского советского писателя Михаила Александровича Шолохова, написанный в 1924 году.

## История публикации
Рассказ «Продкомиссар» впервые опубликован в газете «Молодой ленинец», 14 февраля 1925 г., № 37. Входил в авторские сборники «Донские рассказы», изд. «Новая Москва», М. 1926 и «Лазоревая степь. Донские рассказы. 1923—1925» (1931).
В начале 1924 года под названием «Зверь» готовился для публикации в альманахе группы писателей «Молодая гвардия». Уезжая из Москвы на Дон, Шолохов, обеспокоенный судьбой рукописи, писал 24 мая 1924 года литературному секретарю альманаха М. Б. Колосову:
По поводу рассказа хочу просить тебя и думаю, что ты не откажешь в товарищеской просьбе. Судя по твоим словам, в моём рассказе "Зверь", помимо заглавия и конца, всё хорошо, исправить его я не имел возможности, так как не видел тебя... но думаю, что ты сможешь исправить сам это не трудно). Озаглавь рассказ хотя бы "Окрпродкомиссар Бодягин", урежь конец до следующих строк, где описывается место, где лежали Тесленко и Бодягин убитые. Ты не понял сущности рассказа. Я хотел им показать, что человек, во имя революции убивший отца и считавшийся "зверем" (конечно, в глазах слюнявой интеллигенции), умер через то, что спас ребёнка (ребёнок-то, мальчишка, ускакал). Вот что я хотел показать, но у меня, может быть, это не вышло. Всё же я горячо протестую против выражения: "ни нашим, ни вашим". Рассказ определённо стреляет в цель. Прочти его целиком редколлегии, а там уже можете по своему компетентному усмотрению переделывать его, всё же прижаливая моё авторское "я".
Позже Колосов вспоминал:
Разговор наш происходил по телефону (Шолохов в то время снимал комнату в Подмосковье) и слова "ни нашим, ни вашим" я сказал не как свои, а как возможные слова рецензентов и редакторов издательства. Они могут сказать, что продкомиссар ― большевик, убивший классового врага, даже если это его родной отец, не нуждается в оправдании тем, что он любит детей... Более того, могут сослаться и на то, что в некоторых дореволюционных произведениях показывались полицейские, жестоко расправлявшиеся с революционерами и в то же время заботливо относившиеся к детям. Я, однако, не считал, что эти возражения могут служить причиной отказа в напечатании рассказа. Но нам следовало быть готовым к такого рода возражениям.
Альманах «Молодой гвардии» в 1924 году не вышел, и Колосов рекомендовал Шолохову напечататься в газете «Молодой ленинец».

## Сюжет
В основе сюжета произведения ― история окружного продкомиссара Бодягина, который, вернувшись спустя шесть лет в родную станицу, узнал о том, что его родной отец ― враг советской власти. За оказание сопротивления при сдаче хлеба отца расстреляли. Но и сам Бодягин, вместе с комендантом Тесленко, гибнет от рук восставших казаков, спасая при этом замерзающего в степи мальчишку.

## О рассказе
В рассказе нашли отражение факты биографии писателя периода 1921—1922 годов, в пору службы делопроизводителем заготовительной конторы № 32 Донского областного продкомитета в станице Каргинской и продинспектором в станице Букановской. Шолохов принимал тогда участие в борьбе с бандитизмом на Верхнем Дону в составе отрядов самообороны и продотрядов. По мнению краеведа и писателя Г. Я. Сивоволова, в описании станицы в «Продкомиссаре» угадывается Каргинская:
И снова под безымянной станицей легко  угадывается Каргинская. Глинище, где расстреляли отца Бодягина, находилось за станицей, в двух сотнях метров от двора Мартина Ковалева. Это был небольшой овраг, в котором жители станицы многие годы копали белую глину для побелки куреней и сараев... Упоминаемый в рассказе ветряк с оборванными кустами брезента на крыльях стоял неподалеку от глинища. По другую сторону станицы ― изрезанная глубокими промоинами и оврагами гора. На ней со впалой лысиной возвышается знакомый нам Песчаный курган. Вот за этой горой, в трёх верстах от станицы по дороге на Вёшенскую, казаки-повстанцы и настигли Бодягина и Тесленко.

## Персонажи
- Игнат Бодягин ― главный герой рассказа, окружной продкомиссар. Через шесть лет приезжает в родную станицу для реквизиции хлеба и становится свидетелем гибели отца-кулака. В финале погибает от рук восставших казаков, перед этим спасает замерзающего ребёнка.
- Областной продкомиссар  ― назначает Бодягина окружным продкомиссаром.
- Отец Игната Бодягина ― станичный кулак, агитировал казаков на сходе хлеб не сдавать. Расстрелян по приговору трибунала.
- Председатель трибунала ― безымянный персонаж, бывший бондарь. Приговаривает к расстрелу отца Игната Бодягина.
- Сирота ― мальчик, которого спасает Игнат Бодягин, отдав ему свою лошадь.
- Тесленко ― комендант при трибунале. Расстреливает отца Игната Бодягина и погибает от рук восставших казаков.
- Хозяин квартиры ― безымянный хозяин, где останавливается Игнат Бодягин. Рассказывает ему об отце.

## Адаптации
По мотивам рассказов «Коловерть», «Червоточина» и «Продкомиссар» Михаила Шолохова в 1970 году на киностудии «Мосфильм» снят художественный фильм «В лазоревой степи». Режиссёры-постановщики В.Я Лонской, В. Г. Шамшурин. Сценарий Ю. Б. Лукина, В. Лонского и В. Шамшурина.
По мотивам рассказа «Продкомиссар» Михаила Шолохова в 2018 году киностудией «MADS Film School» снят короткометражный художественный фильм «Продкомиссар». Режиссёр М. Баралюк